# Jaciment arqueològic de Vani
El jaciment arqueològic de Vani (en georgià, ვანის ნაქალაქარი, literalment, 'l'antiga ciutat en ruïnes de Vani') és un jaciment arqueològic de diverses capes a l'oest de Geòrgia, situat en un pujol a la ciutat de Vani, a la regió d'Imerècia. És el jaciment millor estudiat de l'interior d'una antiga regió, coneguda en el món clàssic com Còlquida, i ha estat inscrita en la llista dels Monuments Culturals destacats de Geòrgia.
Les restes de fortificacions i temples, la ceràmica grega importada i produïda localment, i sofisticats treballs en or locals, ara en exposició al Museu Arqueològic de Vani i al Museu Simon Janashia de Geòrgia a Tbilisi, indiquen que Vani va ser un assentament urbà molt viu d'ençà el segle VIII fins a mitjan segle I aC. Es desconeix un nom antic per a Vani: dues hipòtesis en disputa identifiquen el jaciment amb el Surium de Plini el Vell o la Leucothea d'Estrabó.

## Situació
El jaciment de Vani està situat a l'oest, als afores de la ciutat moderna d'Akhvlediani Gora, un pujol triangular baix en terrasses d'aproximadament 8,5 ha, flanquejat en tots dos costats per profunds barrancs. Els estreps al voltant de Vani formen el punt de la regió d'aiguamolls quasi triangular de Còlquida, la base dels quals es troba al llarg de la costa oriental de la mar Negra. L'indret en si estava situat en la intersecció de les rutes comercials antigues, gaudint d'una posició dominant sobre la plana contigua.

## Estudi arqueològic
Les troballes arqueològiques ocasionals a Vani van ser reportades per primera vegada per l'erudit francès Marie-Félicité Brosset el 1851, seguides d'una sèrie de notes en la premsa georgiana de la dècada de 1870. L'estudi arqueològic preliminar l'encapçalà Alexander Stoyanov el 1889, i a una escala major, Ekvtime Taqaishvili el 1896 i 1901-1903. El reconeixement addicional es va realitzar el 1936, continuat d'excavacions sistemàtiques, però irregulars de Nino Khoshtaria des de 1947 fins a 1962. Al 1966, les excavacions es van reprendre regularment com a part de l'expedició del Centre d'Arqueologia, dirigida per Otar Lordkipanidze i, després de la seva mort el 2002, per Darejan Kacharava.
Vani és el jaciment més excavat de l'interior de la Còlquida i ofereix la millor evidència del desenvolupament d'aquesta àrea durant el període de colonització grega de la costa en el període romà. S'han identificat quatre fases al jaciment de Vani des del segle VIII aC fins a mitjan segle i aC.

### Primera i segona fase
El Vani més arcaic sembla haver estat un petit assentament, que conté cabanes de troncs, també conegudes en altres jaciments de la Còlquida. Les capes que daten de la primera fase (c. 800-600 aC) han produït fragments enfornats amb empremtes de vímet, ceràmica —feta amb rodes, feta al forn, cuita en negre i polida en la superfície— i figures de terracota d'animals. En aquest moment, Lordkipanidze creu que Vani era un centre de culte emergent i exercia una influència significativa sobre els assentaments circumdants.
A la segona fase (c. 600-350 aC) hi va haver un augment tangible de la riquesa a Vani, com ho demostren els grans atuells d'emmagatzematge de fang produïts localment, els rics enterraments amb objectes funeraris com el treball d'or fi de producció local, amb afinitats per les cultures de l'art de l'antiga Grècia i de l'Antic Pròxim Orient, l'aparició de ceràmica grega importada, com ara un calze chiot de principis del segle vi. Vani sembla haver estat un assentament de l'elit local que dominava una jerarquia social estratificada.

### Tercera fase
Durant la tercera fase de Vani (c. 350-250 aC), els canvis en la cultura material són prominents. El santuari principal al cim havia estat destruït i cremat i les rases rituals havien deixat de funcionar; aparegueren nous edificis de pedra que inclouen un mur de circuit. A més a més, la ceràmica tradicional de Còlquida fa pas a noves formes, en particular gerres en forma de pera amb pintura vermella, familiar a l'est de Geòrgia, antigament conegut com a Regne d'Ibèria, i la influència grega es fa més prominent en l'orfebreria. L'enterrament en atuells d'emmagatzematge es va convertir en la manera predominant. Una troballa important és un anell de segell del segle iv aC amb lletres gregues, amb el nom «Dedatos», probablement un governant local. Lordkipanidze suposa que alguns d'aquests canvis poden reflectir la infiltració de tribus d'Ibèria, que en aquest moment van experimentar urbanització, formació de l'estat i expansió.

### Quarta fase

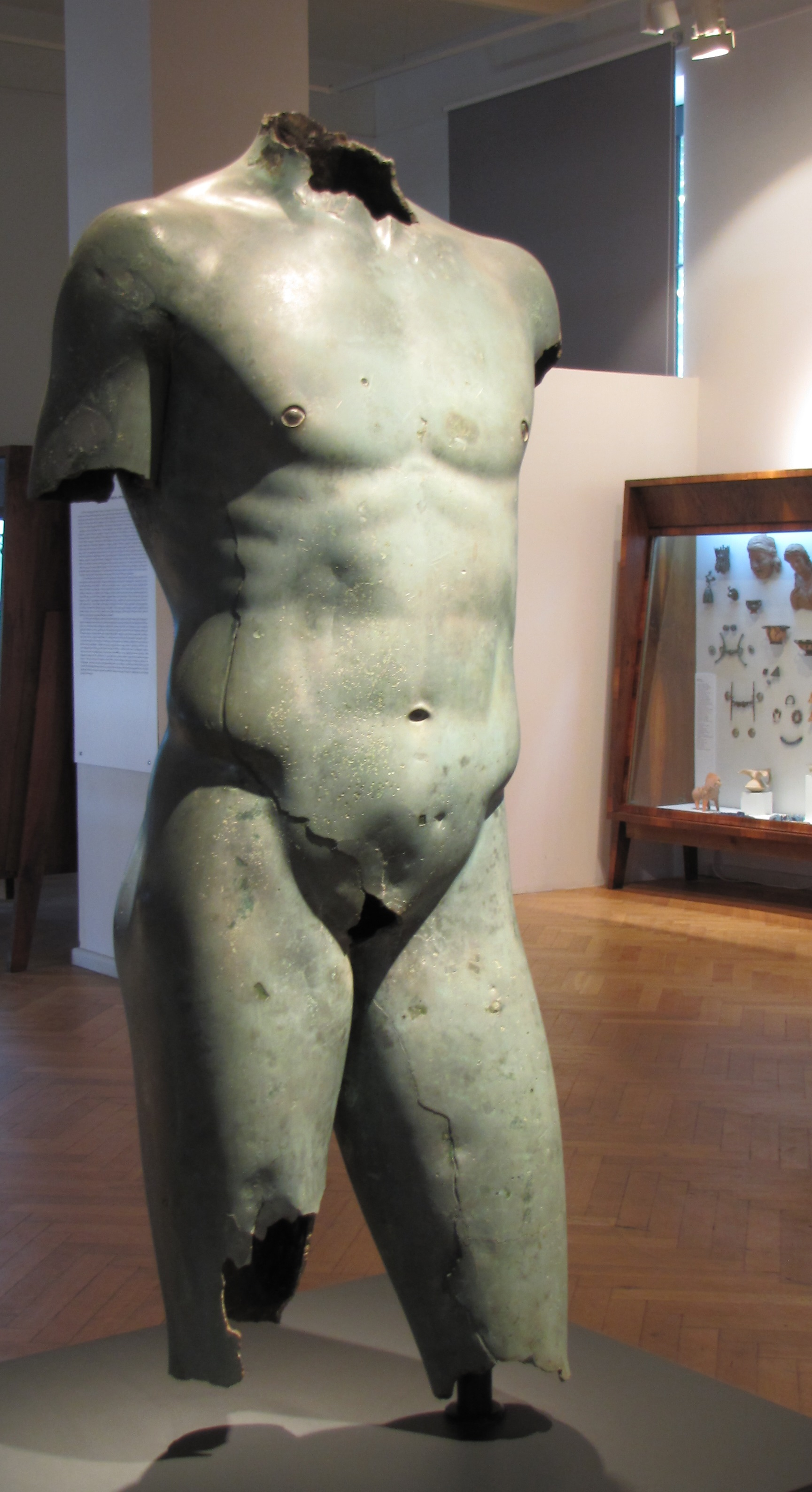
Tors hel·lenístic de bronze de Vani. Probablement del segle II aC

La quarta fase de Vani va del c. 250 aC al 47 aC. Aquest va ser un període de relatiu declivi al centre de Còlquida: molts assentaments van desaparèixer igual que els enterraments rics. El jaciment de Vani va veure la construcció d'una forta paret de muralla, amb torres i una porta fortament defensada, construïda amb maons de fang sobre un sòcol de pedra.
L'any 150 aC, gran part de la ciutat va ser destruïda, com ho demostra la datació de les àmfores estampades de Rodes desenterrades a Vani. Cap a finals del segle II aC, hi va haver activitat renovada de construcció: parts de les ruïnes van ser anivellades metòdicament i es van construir nous edificis. La part nord del pujol estava dominada per la porta i les estructures defensives i la terrassa inferior allotjava un gran complex de temples.
Els grans edificis de la ciutat estaven decorats amb capitells corintis i trompes marines. Les estàtues hel·lenístiques de bronze atesten l'impacte de la cultura grega. Segons Lordkipanidze, Vani es va convertir en una ciutat santuari similar a les comunitats de temples de l'antiga Anatòlia; David Braund argumenta que existeix falta d'evidència i identificació de la funció de molts edificis de Vani, per tant la qüestió resta oberta.

## Destrucció
A mitjan segle I aC, l'antiga ciutat de Vani va ser atacada i destruïda. La porta, el santuari amb el seu terra de mosaic, l'altar escalonat i el temple rodó a la terrassa central del pujol mostren signes de violència i conflagració: murs arrasats fins als fonaments, rajoles fetes al forn, maons de fang i bigues carbonitzades. Es desconeix qui va ser responsable de la destrucció de la ciutat: Gneu Pompeu Magne, que va dirigir la primera incursió romana a l'interior del Caucas al 65 aC, Farnaces II, que va tractar de conquerir Còlquida i la regió del Pont al 49 aC, o Mitridates de Pèrgam, que va ser nomenat rei per Juli Cèsar, successor de Farnaces al 47 aC, són tots possibles candidats. Segons Lordkipanidze, es poden observar dues capes de destrucció amb uns pocs anys de diferència: una atribuïda a una invasió de Farnaces i l'altra a la de Mitridates.
Vani mai no va recuperar el seu nivell passat. Les restes dels períodes romà i medieval són molt fragmentàries, com un sarcòfag de bronze de prop del 200 que va ser robat, i les ruïnes medievals d'una església, un forn al cim d'un pujol i l'enterrament d'un guerrer.

## Antic nom

Els antics estats georgians entre els anys 600 i 150 aC; Còlquida hi surt de color verd

El nom de la ciutat desenterrada a Vani és desconegut. S'han presentat dues hipòtesis oposades. Una, proposada per Nino Khoshtaria, identifica Vani amb una ciutat de Còlquida anomenada «Surium» per l'autor romà del segle i, Plini el Vell. «Surium» també és esmentat per Ptolemeu. Un assentament anomenat «Surtum» es troba al costat de la Cosmografia de Ravenna al cor de Colchis, en algun lloc entre Rodòpolis i Xoropan, la ubicació correspon aproximadament a la de Vani. El topònim «Souris» també apareix en una inscripció de bronze de Vani.
Una hipòtesi alternativa, suggerida per Otar Lordkipanidze, és que Vani és el lloc del temple de Leucothea a Còlquida, del qual Estrabó informa que va ser saquejat per Farnaces II del Pont i després per Mitridates de Pèrgam. Els opositors assenyalen que, segons Estrabó, el temple era a prop de la frontera comuna de Còlquida, Ibèria i Armènia; la ubicació no coincideix amb Vani.